# The Nine Planets
Die Website The Nine Planets (Deutsch: Die Neun Planeten) ist eine von Bill Arnett auf Englisch erstellte Multimediatour durch das Sonnensystem, welche von ihm am 13. Oktober 1994 öffentlich bekannt gemacht wurde. Sie ist somit eines der ersten Beispiele für multimediale Inhalte im World Wide Web. The Nine Planets umfasst enzyklopädische Informationen über das Sonnensystem mit je einer eigenen Seite für die größeren Körper und ist hauptsächlich mit Fotografien der NASA illustriert.
Die neun Planeten der Tour sind Merkur, Venus, Erde, Mars, Jupiter, Saturn, Uranus, Neptun und Pluto. Nach der neuen Einordnung Plutos als Zwergplanet durch die Internationale Astronomische Union am 24. August 2006 strich Bill Arnett in der Titelgrafik mit Rotstift das „Nine“ und fügte als Ersatz eine „8“ hinzu, beließ den Namen aber ansonsten beim Alten.
Infolge ihrer hohen Besucherzahlen wurde die Website häufig anderswo gespiegelt und übersetzt. So gibt es eine Die Neun Planeten genannte deutsche Übersetzung von Christoph Högl, Helmut Fritsch und Michael Wapp. Weitere Adaptionen der Website sind eine Version für Kinder und als Windows-95-Programm. The Nine Planets erhielt daneben zahlreiche Auszeichnungen, wie beispielsweise 1995 die Aufnahme in die Top 100 Websites des PC Magazines und 2001 einen Sci/Tech Web Award für Astronomie und Astrophysik von der populärwissenschaftlichen Zeitschrift Scientific American.